# Christian Liaigre
Pour les articles homonymes, voir Liaigre.
Christian Liaigre, né le 10 août 1943 à Niort et mort le 4 septembre 2020 dans le 7e arrondissement de Paris, est un créateur et décorateur d'intérieur français. 

## Biographie
Né d'un père vétérinaire vendéen il rejoint les Beaux-Arts à 17 ans, puis les Arts décoratifs, avant de rencontrer Alberto Giacometti qui lui fait découvrir l'atelier de Brancusi avant de se consacrer à l'élevage de chevaux de concours de son grand-père. En 1981, il dessine une collection de meubles pour Nobilis,. En 1985, il ouvre son premier magasin et aménage, en 1990, l'hôtel Montalembert puis en 1997, à New York, l'hôtel Mercer de SoHo. Il a parmi ces clients Larry Gagosian, Marina Abramovic, Bryan Adams, François Nars, Calvin Klein, Rupert Murdoch, Carole Bouquet et Irène Van Ryb. Pour Karl Lagerfeld, la période Liaigre a ainsi coïncidé avec sa quête d'une nouvelle silhouette XXS. Le Wall Street Journal le décrit comme un « grand minimaliste ». Il avait des boutiques à Londres, à Chicago, à Bangkok, à Saint-Barthélemy (Antilles françaises), aux Antilles françaises, à Kuala Lumpur, où il a ouvert une fondation d'art avant d'ouvrir une galerie rue de Verneuil, à Paris.
Il a épousé Deborah Comte,, avec laquelle il a eu un fils.
Il meurt le 4 septembre 2020, à l'âge de 77 ans.